# Asunción Ixtaltepec (kommun)
Asunción Ixtaltepec är en kommun i Mexiko.   Den ligger i delstaten Oaxaca, i den sydöstra delen av landet, 500 km sydost om huvudstaden Mexico City.
Följande samhällen finns i Asunción Ixtaltepec:
- Asunción Ixtaltepec
- Lázaro Cárdenas
- Santiago Ixtaltepec
- El Morrito
- Unidad Habitacional Ixtepec Segunda
- Santa Rosa
- Mena
- La Cueva